# Tøser + drengerøve
|  | Denne artikel er oprettet af botten PalnaBot ud fra en ekstern database. Den kan derfor have sproglige fejl eller mangler. Denne skabelon kan fjernes efter kontrol af indholdet. |

Tøser + drengerøve er en film instrueret af Aage Rais-Nordentoft efter eget manuskript.

## Handling
7. b skal holde klassefest, og eleverne skal sove på skolen. Stemningen inden er ladet med fnis og forventninger. To piger giver hinanden sugemærker, og drengene studerer pruttende pornoblade. Festen starter sløvt, men så sker der noget. Nysgerrigt og famlende afprøves grænser. Drikkeri og drilleri, kys og gråd, sejr og jalousi. Et hold cykler til stranden og nøgenbader, og en gruppe piger afprøver telefonsex. 7. b er på vej mod voksenlivet i ekspresfart. Instruktøren har som en flue på væggen været med til klassefest og registrerer nøgternt, men også følsomt alle de små betydningsladede episoder.